# The Gay Deception
The Gay Deception ist eine US-amerikanische Filmkomödie von William Wyler aus dem Jahr 1935.

## Handlung
Die Stenografistin Mirabel Miller lebt in einer Kleinstadt im Westen der USA und führt ein einfaches Leben. Eines Tages gewinnt sie im Lotto 5000 Dollar. Sie entschließt sich, für einen Monat nach New York zu gehen, in den besten Hotels zu wohnen und das ganze Geld auszugeben. Sie setzt ihr Vorhaben in die Tat um und mietet ein Zimmer im Waldorf-Plaza, wo sie mit einem Mitglied der High Society verwechselt wird. Sie klärt das Missverständnis nicht auf. Im Hotel arbeitet auch Prinz Allesandro aus dem europäischen Staat Allesandria inkognito als Hotelpage, will er sich doch vor Ort mit der Arbeit und den Eigenschaften amerikanischer Hotels bekannt machen. Allesandro wird entlassen, als er sich den Gästen gegenüber respektlos verhält und einen von Mirabels Hüten beschädigt. Er kehrt nach kurzer Zeit in das Hotel zurück und kann Mirabel, die von ihrem Aufenthalt in New York enttäuscht ist und am liebsten sofort in ihre Kleinstadt zurückkehren möchte, zu einem gemeinsamen Abendessen überreden. Dabei gesteht sie ihm, dass sie gar keine reiche Frau ist und Allesandro reagiert erleichtert. Kurz darauf wird er jedoch vom Botschafter von Allesandria, Semanek, aus dem Restaurant geholt. Als er nicht zurückkommt, ist Mirabel empört und sie verweigert jeglichen Kontakt, als Allesandro sie später im Hotel aufsucht.
Mirabel wird von der reichen Cordelia Channing zu einem Wohltätigkeitsball eingeladen, der am Abend stattfinden soll. Sie hat keine Begleitung und ist daher erleichtert, als Allesandro ihr verspricht, dass ihre Abendbegleitung ein echter Prinz sein werde. Als am Abend Allesandro selbst auf sie wartet, reagiert sie ein weiteres Mal empört. Umso überraschter ist sie, als sie und Allesandro einen Platz am Haupttisch erhalten, haben die Gastgeber den Prinzen doch längst erkannt. Allesandro wiederum hat seine Abendgarderobe auch mit gestohlenen Teilen von Gästen des Balls vervollständigt, so dass er und Mirabel schließlich von den aufgebrachten Gästen aus dem Saal geworfen werden. Die Polizei verhaftet Allesandro als Hochstapler; Semanek holt ihn aber schon nach kurzer Zeit aus dem Gefängnis, soll Allesandro doch an diesem Tag offiziell per Schiff in New York ankommen, so dass er nun vor Ort gebraucht wird. Auch Mirabel hat sich für Allesandros Freilassung eingesetzt, glaubt aber immer noch, dass er ein Hochstapler ist, der seine Betrügereien nur ihretwegen begangen hat. Sie räumt gegenüber dem Gefängnispersonal ein, dass sie ihn liebt. Sie begibt sich zum Hafen, um schließlich beim Prinzen selbst um Allesandros Freilassung zu bitten. Als sie dort erkennen muss, dass Allesandro tatsächlich der Prinz ist, kehrt sie verwirrt ins Hotel zurück. Allesandro erscheint mit seinem Gefolge kurz darauf im Hotel und eilt Mirabel nach. Im Aufzug treffen sie einander und fallen sich schließlich in die Arme.

## Produktion
The Gay Deception wurde von Juni bis August 1935 unter dem Arbeitstitel April Folly gedreht. Die Kostüme des Films schuf William Lambert, die Filmbauten stammten von Max Parker. Der Film kam am 13. September 1935 in die US-Kinos und lief in Österreich im Jahr darauf unter dem Titel Liftboy Nr. 14 an.

## Kritiken
Variety schrieb, dass die clevere Regie und einige komödiantische Szenen aus einer einfachen Aschenputtel-Geschichte einen angenehmen und leichten Unterhaltungsfilm machen. Die New York Times befand ebenfalls, dass der Film inhaltlich dem typischen Verlauf von Romantikkomödien entspricht. Dennoch sei er mit einem erfrischenden Drehbuch gesegnet, besitze scharfsinnigen Humor und sei perfekt gespielt.

## Auszeichnung
The Gay Deception war 1936 für einen Oscar in der Kategorie Beste Originalgeschichte nominiert, konnte sich jedoch nicht gegen Ein charmanter Schurke durchsetzen.